# Aglaophenia kirchenpaueri
Aglaophenia kirchenpaueri är en nässeldjursart som först beskrevs av Heller 1868.  Aglaophenia kirchenpaueri ingår i släktet Aglaophenia och familjen Aglaopheniidae. Inga underarter finns listade i Catalogue of Life.